# Пропионилфенилэтоксиэтилпиперидин
Пропионилфенилэтоксиэтилпиперидин (лат. Propionilphenyletoxyaethylpiperidinum, род. Propionilphenyletoxyaethylpiperidini) — наркотический опиоидный анальгетик, агонист опиоидных рецепторов. Известен под торговым названием «просидол» (Prosidol).
Систематическое название — 1-(2-этоксиэтил)-4-фенил-4-пропионилоксипиперидина гидрохлорид. Химическая формула — C18H27NO3. Был синтезирован на основе 1-(3-этоксипропил)-4-оксопиперидина. Представляет собой легкорастворимый в воде кристаллический порошок белого цвета с жёлтым оттенком.
Препарат используется в медицинской практике России и Казахстана.

## Исторические сведения
Вещество было синтезировано в лаборатории химии синтетических и природных лекарственных веществ Института химических наук им. А.Б. Бектурова (в настоящее время Институт входит в структуру Казахстанско-Британского технического университета) наряду с несколькими другими производными пиперидина. При этом в дозах, достаточных для обезболивания, эти вещества не проявляли наркотического эффекта. Дополнительные исследования веществ были проведены в лаборатории фармакологии Новокузнецкого научно-исследовательского химико-фармацевтического института. 1-(2-Этоксиэтил)-4-фенил-4-пропионилоксипиперидина гидрохлорид оказался достаточно эффективным и при этом весьма технологичным; нежелательные побочные эффекты при этом были минимальны.

## Фармакологическое действие
Опиоидный анальгетик, агонист опиоидных рецепторов, активирующий антиноцицептивную систему и изменяющий эмоциональное восприятие боли. Стимулирует опиоидные рецепторы в желудочно-кишечном тракте, в результате чего мышечная оболочка кишечника расслабляется (при этом вещество не оказывает влияния на сфинктеры). На рвотный центр оказывается активирующее воздействие, на кашлевый центр — угнетающее.
Хорошо всасывается вне зависимости от способа введения. Эффект наступает в течение получаса и длится до 4 ч. По сравнению с морфином вещество обладает несколько более слабым обезболивающим воздействием.